# Carlos Antonio Muñoz
Carlos Antonio Muñoz Martínez (Guayaquil, 14 ottobre 1967 – Playas, 26 dicembre 1993) è stato un calciatore ecuadoriano, di ruolo attaccante.

## Caratteristiche tecniche
Giocò come attaccante.

## Carriera

### Club
Dopo l'esperienza con l'Audaz Octubrino, ancora ventenne si trasferì al Filanbanco, con cui giocò in massima divisione nazionale ecuadoriana. Dopo tre stagioni si trasferì al Barcelona di Guayaquil, e con questa maglia visse un periodo di successi: alla sua prima stagione segnò 17 reti e raggiunse la finale di Coppa Libertadores 1990, poi persa contro l'Olimpia di Asunción. L'annata successiva vide per la prima volta Muñoz vincere un trofeo nazionale: difatti, il Barcelona giunse al primo posto in campionato, e lo stesso attaccante mise a segno quindici gol. Nel 1992 il calciatore superò ogni suo precedente primato, e con 19 marcature si laureò miglior marcatore del torneo, terminato in favore dell'El Nacional. Quella 1993 fu l'ultima stagione disputata da Muñoz, dato che, il 26 dicembre, perse la vita in un incidente stradale. L'ultimo campionato lo aveva visto realizzare quindici gol.

### Nazionale
Debuttò in Nazionale il 15 marzo 1989. Fu convocato per la prima volta per una competizione ufficiale in occasione della Copa América 1989, ma durante il torneo non giocò mai. Due anni dopo, per Cile 1991, Muñoz si guadagnò un posto da titolare, sebbene a centrocampo e non nella usuale posizione di attaccante. Segnò contro il Brasile l'unico suo gol nella manifestazione. L'ultimo torneo, Ecuador 1993, fu maggiormente positivo: andò a segno contro il Venezuela, e l'Ecuador riuscì a qualificarsi ai quarti di finale; contro il Paraguay, fallì un rigore, che tuttavia si rivelò ininfluente ai fini del risultato. Eliminato dai messicani in semifinale, l'Ecuador terminò la Copa América al quarto posto, e Muñoz giocò ogni partita dall'inizio.

## Palmarès

### Club
- Campionato ecuadoriano: 1

Barcelona: 1991

### Individuale
- Capocannoniere della Primera Categoría Serie A: 1

1992 (19 gol)